# Inga-Lill Valfridsson
Inga-Lill Margareta Anita Valfridsson, född 27 maj 1945 i Nyeds församling, Värmlands län (nedkomst på Filipstads lasarett), död 24 januari 2007 i Stockholm, var en svensk journalist och författare.
Valfridsson var dotter till hemmansägare Karl Valfrid Eriksson och Anna Margit Emilia Boström. Hon var under sina första år hemmahörande på bondgården Skinnartorp i Nyed, men flyttade redan i unga år, tillsammans med sin mor och en yngre bror till till Göteborg, där hon gick i Nya Elementarläroverket för flickor. Vid 20 års ålder reste hon till London för att arbeta som au pair och återkommen till Sverige arbetade hon som reporter på tidningen FIB aktuellt 1966–1968, samtidigt som hon studerade vid Journalistinstitutet. Hon medverkade även som värdinna i Tiotusenkronorsfrågan 1967. Under åren 1969–1971 arbetade hon som informationssekreterare på FNL/PRR:s informationsbyrå.
År 1972 anställdes Valfridsson som reporter på Aftonbladet, där hon tillhörde den grupp unga kvinnor som stormade in på tidningen i början av 1970-talet och kom att kritisera det mansdominerade arbetsklimatet där, något som kulminerade 1978 i samband med framläggandet av det så kallade Dokumentet, i vilket hon medverkade. Hon var verksam på samtliga redaktioner, skrev om sociala frågor, utbildning och kultur och var i mitten av 1980-talet ansvarig för tidningens teatersidor. Hon gjorde många uppmärksammade intervjuer och större reportageserier. År 1988 sade hon dock upp sig från Aftonbladet, blev frilansjournalist och arbetade därefter med reportage om aids, kvinnohälsa samt alkohol-, narkotika- och tobaksbekämpning.